# Travesía de San Antonio el Real
La travesía de San Antonio el Real es una vía pública de la ciudad española de Segovia.

## Descripción
La  vía, breve, conecta la calle del Coronel Rexach con la de San Antonio el Real, y, como esta última, debe el título al monasterio del mismo nombre. Aparece descrita en Las calles de Segovia (1918) de Mariano Sáez y Romero con las siguientes palabras:

San Antonio el Real (Travesía de).—Pequeña comunicación entre tapias de huertas que desde la calle del Campillo va a la de San Antonio el Real, y sitios estos, como hemos dicho, en los que tuvo su casa de campo el rey Enrique IV.
(Sáez y Romero, 1918, p. 153)